# پایکول
پایکول (انگلیسی: Paicol) یک منطقه مسکونی در کشور کلمبیا است.